# Pablo Bouza
Pablo Bouza (Rosario, 9 de mayo de 1973) es un entrenador y exjugador argentino de rugby que se desempeñaba como segunda línea. Fue internacional con los Pumas de 1996 a 2007 y actualmente es el seleccionador nacional de España.

## Selección nacional
Fue seleccionado a los Pumas por primera vez en junio de 1996; debutando ante los Teros y jugó su último test match en mayo de 2007 frente al XV del Trébol. En total disputó 37 partidos y marcó 50 puntos, productos de 10 tries.

### Participaciones en Copas del Mundo
Disputó el mundial de Australia 2003 donde los Pumas resultaron eliminados en la fase de grupos, luego de caer ante los Wallabies e Irlanda. Bouza fue suplente de Patricio Albacete por lo que solo jugó los partidos contra Namibia y los Stejarii, ambos como titular y les marcó un doblete a ambos.
| Mundial                       | Sede      | Resultado      | PJ | Tries |
| ----------------------------- | --------- | -------------- | -- | ----- |
| Copa Mundial de Rugby de 2003 | Australia | Fase de grupos | 2  | 4     |

## Palmarés
- Campeón del Torneo Panamericano de 2003.
- Campeón del Torneo Sudamericano de 1997, 2002, 2003, 2004 y 2006.
- Campeón del Torneo Nacional de Clubes de 2004.
- Campeón del Torneo Regional del Litoral de 2000 y 2002.